# Kleine trap
De kleine trap (Tetrax tetrax) is een vogel uit de familie van de trappen (Otidae) die voorkomt op steppen, extensieve landbouwgronden en braakliggende terreinen op het Iberisch Schiereiland, Frankrijk, Italië, Sardinië, de Balkan, Marokko en van Midden-Azië tot het Altajgebergte. Omdat hij intensief gebruikt agrarisch landschap mijdt, is zijn aantal de laatste decennia sterk afgenomen. In Nederland is de kleine trap een zeldzame dwaalgast.

## Kenmerken

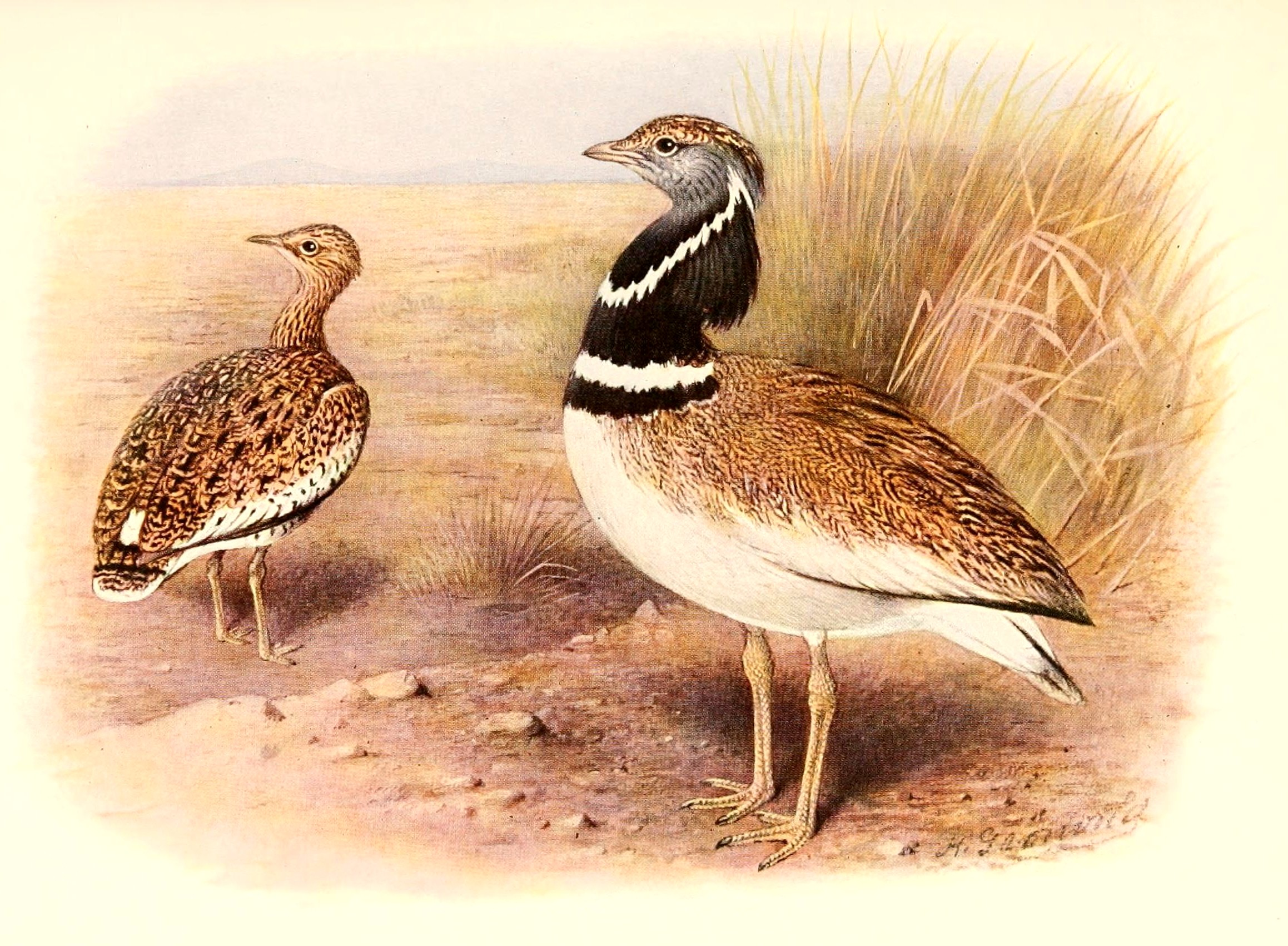
Tetrax tetrax orientalis
(1921), Henrik Grönvold

De kleine trap is 40-45 cm lang, heeft een spanwijdte van 83 tot 91 cm en weegt ongeveer 900 gram. Het mannetje in broedkleed heeft een grijze kop, een zwart-witte halstekening, een witte buik en een bruin getekende rug. Bij het vrouwtje, de jongen en het mannetje in winterkleed ontbreekt de zwart-witte halstekening. Het vrouwtjes is sterker getekend dan het mannetje in winterkleed en eerstgenoemde is daardoor donkerder. Kleine trappen vliegen snel, waarbij de vleugels bij het opvliegen veel geluid maken, zoals bij hoenderachtigen. De vlucht met een ondiepe vleugelslag, terwijl de veel grotere grote trap een majestueuze vlucht heeft. De vleugels zijn grotendeels wit, met zwarte eindrand en een kommavormige vlek.

## Balts en broeden
Het mannetje zet tijdens de balts in mei of juni zijn 'kraag' van halsveren op en spreidt zijn staart. Tevens laat hij zijn vleugels naar beneden hangen en klappert tegelijkertijd met zijn vleugels. Verder springt hij klapwiekend in de lucht. Er wordt een nest, dat bestaat uit een spaarzaam beklede kuil op de grond, gemaakt en er worden 2-4 bruingroene eieren gelegd die in 20-21 dagen door het vrouwtje worden uitgebroed. Het mannetje bewaakt het nest. Nadat de jongen uit het ei zijn gekomen, verlaten ze onmiddellijk het nest.

## Voedsel
Kleine trappen voeden zich hoofdzakelijk met bladeren van steppeplanten; hiernaast eten ze knoppen, zaden, sprinkhanen, kevers en andere ongewervelden.

## Verspreiding en leefgebied

### Mondiaal
Deze soort komt voor van zuidwestelijk Europa en noordwestelijk Afrika tot centraal Azië . Het leefgebied bestaat uit vrij droog, extensief beweid terrein met lage vegetatie, hoog genoeg zo dat de vogel hierin net kan verdwijnen.

### Voorkomen in Nederland
De vogel is dwaalgast in Nederland, meestal waargenomen in het najaar. Tussen 1824 en 2021 zijn er 49 bevestigde waarnemingen.

## Status
De grootte van de wereldpopulatie werd in 2015 geschat op 100.000-500.000 individuen. De kleine trap gaat in aantal achteruit. Dit komt omdat veel van zijn leefgebied wordt versnipperd door verstedelijking en infrastructuur, maar vooral ook door ontwikkelingen in de landbouw. Extensief gebruikt land wordt omgezet in veel meer intensieve veehouderij of akkerbouw. Om deze redenen staat de kleine trap als gevoelig op de Rode Lijst van de IUCN.